# Frederik Engel Jeltsema

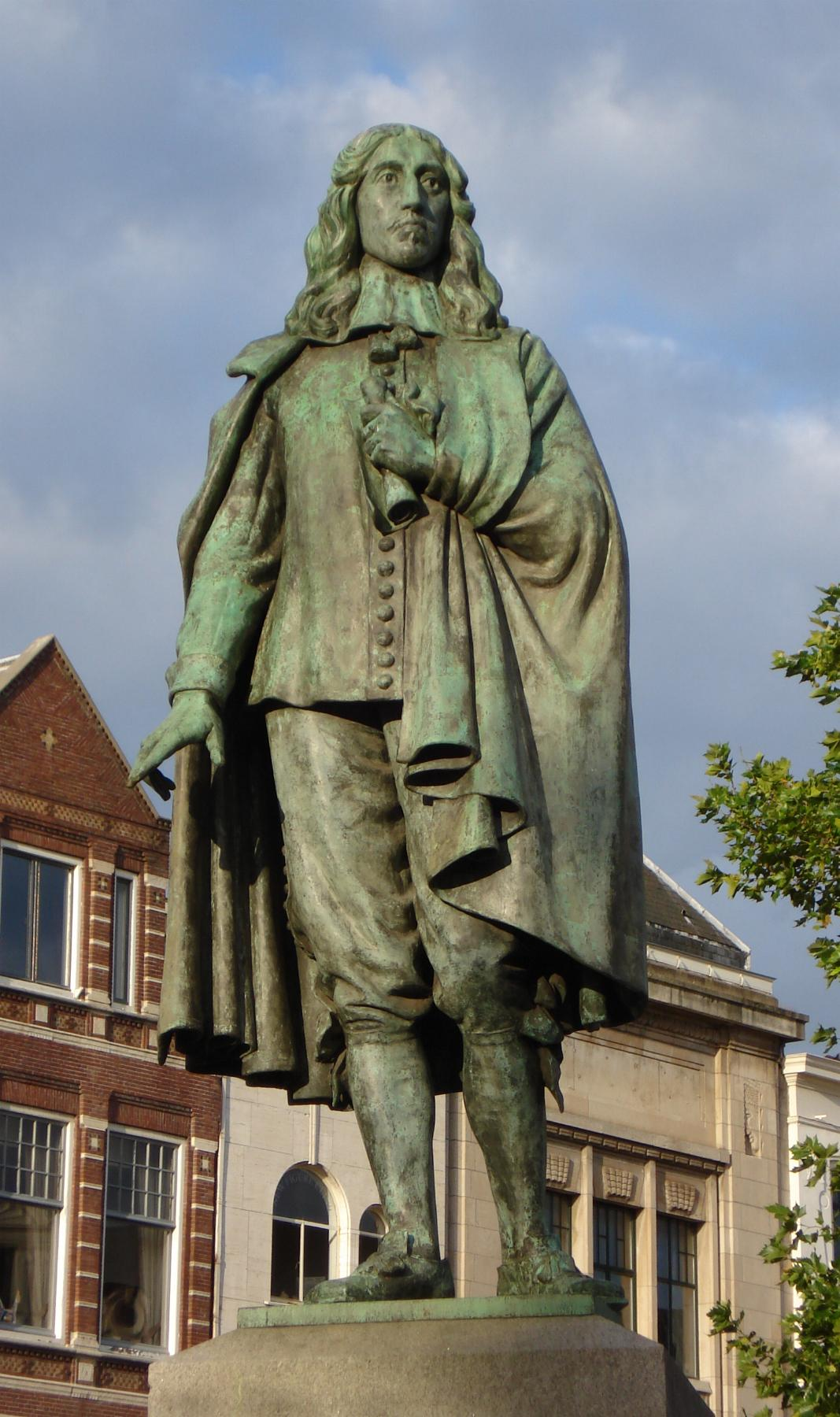
Standbeeld van Johan de Witt in Den Haag

Frederik Engel (Fré) Jeltsema (Uithuizen, 4 oktober 1879 – 's-Gravenhage, 16 februari 1971) was een Nederlands beeldhouwer, medailleur en kunstschilder.

## Leven en werk

### Privéleven
Fré Jeltsema, zoon van Rembertus Jeltsema en Anje Westerhuis, kwam uit een rijke boerenfamilie op het Noord-Groninger Hogeland. Hij was bij de geboorte door een medische onduidelijkheid als meisje (Frederika Engelina) ingeschreven in het geboorteregister en werd Free genoemd. Zijn ouders voedden hem als meisje op, ook nadat op driejarige leeftijd bleek dat hij een jongen was. Omdat hij als vrouw door het leven ging, zou hij beschuldigd kunnen worden van travestie, en er werd hiermee in Parijs ook een chantagepoging ondernomen. Uiteindelijk is door een vonnis d.d. 7 mei 1906 van de arrondissementsrechtbank in Groningen op 11 mei 1906 de vergissing rechtgezet middels een wijziging van de geboorteakte, louter administratief en dus zonder medische ingreep, en is hij zich ook gaan presenteren als man. Jeltsema is later twee keer getrouwd geweest. Het huwelijk met Jeannette Blom (1868-1956), weduwe van ondernemer Mathieu van Roggen, duurde van 1923 tot aan haar overlijden. Jeltsema woonde echter al kort na de Tweede Wereldoorlog samen met Mien Oorbeek (1903-1989), met wie hij hertrouwde.

### Loopbaan
Jeltsema volgde van 1892 tot 1896 de Academie Minerva in de stad Groningen. Hij volgde daarna aanvankelijk een opleiding voor tekenleraar, maar koos uiteindelijk voor een opleiding tot beeldhouwer aan de Rijksacademie voor beeldende kunsten in Amsterdam (1899-1902). Daar doceerde de beeldhouwer Ferdinand Leenhoff, met wie Jeltsema sterk bevriend raakte. In 1902 verwierf hij de Prix de Rome met het beeld De Smart in klei. In het kader daarvan volgde hij een stage bij de Franse beeldhouwer en medailleur Jules Chaplain in Parijs.
Tijdens zo'n buitenlandse stage werd hij teruggeroepen voor het ontwerpen van de hieronder genoemde huldigingspenning. Hij verrichtte dit werk in het atelier van de schilderes Geesje Mesdag-van Calcar, met wie hij levenslang bevriend bleef. Zij was de weduwe van de schilder Taco Mesdag, een broer van Hendrik Willem Mesdag.

## Werken

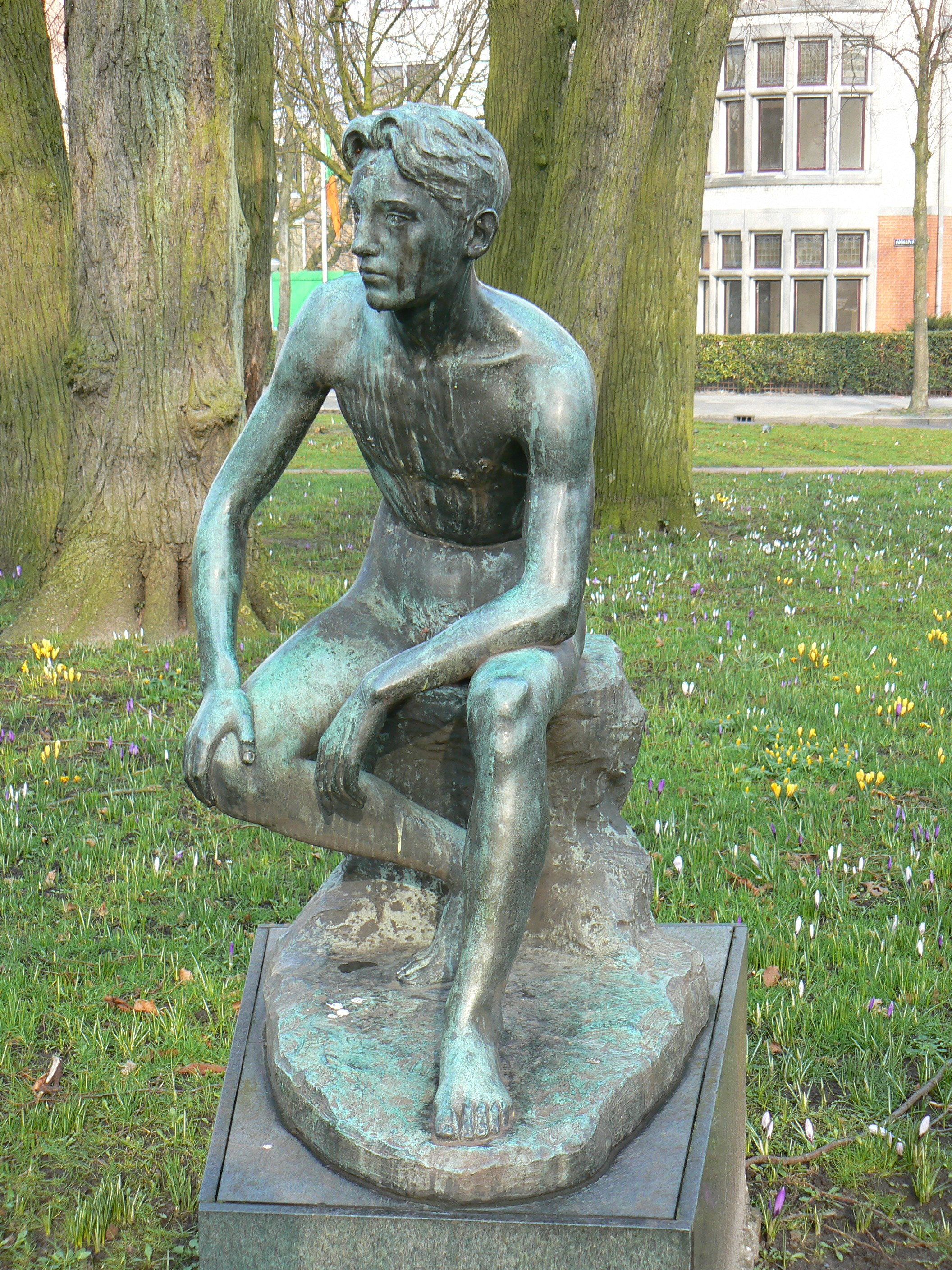
Zittende jongeling (Groningen)

Jeltsema werkte in neoclassicistische stijl, voornamelijk in de materialen zandsteen, marmer en brons. Meestal beeldde hij menselijke figuren uit.
Het standbeeld van Johan de Witt op de Plaats naast de Gevangenpoort (Den Haag) en de Zittende jongeling, in 1916 gemaakt en sinds 1960 op het Emmaplein in Groningen, zijn van zijn hand. Voor de zijingangen van het Stadhuis van Rotterdam heeft Jeltsema aan de noordkant de Scholier met boek gemaakt en aan de zuidkant de Scholier met potloodetui als symbolen van De Leerplicht en De Tijd. Tegen de gevel van het Vredespaleis in Den Haag staat zijn beeld Het geweten.
Van zijn penningen is de bekendste de huldigingspenning die in 1903 werd geslagen ter gelegenheid van de schenking van het Museum Mesdag aan de Staat der Nederlanden door het schildersechtpaar H.W. Mesdag - Sientje van Houten.
- Biografisch Portaal: 50091238
- RKD-Nederlands Instituut voor Kunstgeschiedenis: 42163
- Union List of Artist Names: 500194027
- Virtual International Authority File: 151178650